# Prosoplus basivittatus
Prosoplus basivittatus là một loài bọ cánh cứng trong họ Cerambycidae.